# Miñaogutxia
Miñaogutxia/Miñano Menor és un poble i concejo pertanyent al municipi de Vitòria. Tenia 16 habitants en (2007). Forma part de la Zona Rural Nord-oest de Vitòria. Es troba a uns 551 msnm a 11 km al nord de Vitòria. Al poble s'arriba després de deixar l'autovia A-240 a l'altura de Miñao i transitar uns pocs quilòmetres per una carretera local. Es troba entre Miñao i Ziriao.
El poble compta amb una església romànica consagrada a Sant Vicent Màrtir. Les festes del poble ja no són públiques, les celebren el 22 de gener els veïns en família.
El primer esment escrit d'aquest poble data de 1025 quan la hi esmenta amb el nom de Mengano. És un dels llogarets adscrits a la Germandat de Vitòria des del regnat d'Alfons XI de Castella.
Prenent un desviament en la carretera que va de Miñao a Miñaogutxia s'arriba al Parc Tecnològic d'Àlaba, conegut com a Parc Tecnològic de Miñano i que dista 1,5 km de Miñaogutxia. Es tracta d'un parc industrial en el qual tenen la seva seu diferents empreses que tenen com a punt en comú la innovació i el desenvolupament tecnològic.

## Parc Tecnològic d'Àlaba
Aquest parc es va crear l'any 1992 com una iniciativa de la Diputació Foral d'Àlaba, l'Ajuntament de Vitòria i la societat SPRI, dependent del Govern Basc. Té una superfície d'1.171.864 m². Actualment hi ha 58 empreses instal·lades en el mateix, que donen treball a 2.150 treballadors; tenint possibilitat de duplicar la seva capacitat actual. El complex inclou restaurant-cafeteria, auditori de congressos i sala d'exposicions.
Entre les empreses instal·lades al parc destaquen per la seva grandària Aernnova (Antiga Gamesa Aeronàutica), que té aquí la seva central i en la qual treballen gairebé la meitat dels treballadors del parc.